# Search and Destroy (Thirty Seconds to Mars)
Search and Destroy è un singolo promozionale dei Thirty Seconds to Mars, estratto dal terzo album in studio della band This Is War il 25 ottobre 2010. È stato pubblicato solo in alcune nazioni europee.

## Tracce
1. Search and Destroy – 4:15

## Classifiche
| Classifica (2010) | Posizione massima |
| ----------------- | ----------------- |
| Lettonia          | 16                |
| Polonia (radio)   | 45                |